# Дмитриевский, Владимир Михайлович
Владимир Михайлович Дмитриевский (род. 29 сентября 1946, Южно-Сахалинск, Хабаровский край) — российский кинорежиссёр, сценарист и оператор.

## Биография
В 1972 году окончил операторский факультет ВГИКа (мастерская Б. Волчека). Свою карьеру в кино начинал как оператор, сняв как фильмы, поставленные другими режиссёрами, так и некоторые свои художественные фильмы и телесериалы, которые поставил впоследствии, став кинорежиссёром. Один из режиссёров и соавторов сценария фильма «Грешные апостолы любви».

## Фильмография

### Режиссёр
- 1995 — Грешные апостолы любви
- 2006 — Карамболь
- 2007 — Предел желаний
- 2008 — Эгоист
- 2008 — Зачем ты ушёл?
- 2008 — Невеста на заказ
- 2009 — Малахольная
- 2009 — Грязная работа
- 2013 — Райский уголок
- 2013 — Ключи от прошлого
- 2018 — Добровольцы
- 2019 — Волшебное слово

### Сценарист
- 1995 — Грешные апостолы любви

### Оператор
- 1977 — Первая любовь Насреддина
- 1979 — Прерванная серенада
- 1980 — Алые погоны
- 1982 — Сто первый
- 1982 — Сегодня и всегда
- 1984 — И повторится всё…
- 1985 — Дайте нам мужчин!
- 1986 — Точка возврата
- 1986 — Без сына не приходи!
- 1988 — Утреннее шоссе
- 1989 — Остров
- 1990 — Попугай, говорящий на идиш
- 1992 — Будь проклята ты, Колыма…
- 1992 — Я обещала, я уйду…
- 1993 — Я виноват
- 1993 — Личная жизнь королевы
- 1995 — Грешные апостолы любви
- 1996 — Мужчина для молодой женщины
- 1999 — Я виноват 2
- 2000 — Истинные происшествия
- 2002 — Дронго
- 2003 — Всегда говори «всегда»
- 2003 — Женская логика 3
- 2004 — Близнецы
- 2004 — Слепой
- 2004 — Шахматист
- 2007 — Предел желаний
- 2008 — Невеста на заказ
- 2009 — Малахольная
- 2009 — Грязная работа
- 2013 — Райский уголок